# Abborrtjärnen (Gideå socken, Ångermanland, 705775-166748)
Abborrtjärnen är en sjö i Nordmalings kommun och Örnsköldsviks kommun i Ångermanland och ingår i Lögdeälven-Husåns kustområde. Sjön har en area på 0,0788 kvadratkilometer och ligger 169 meter över havet.

## Delavrinningsområde
Abborrtjärnen ingår i det delavrinningsområde (705804-166795) som SMHI kallar för Utloppet av Abborrtjärnen. Medelhöjden är 193 meter över havet och ytan är 2,12 kvadratkilometer. Det finns inga avrinningsområden uppströms utan avrinningsområdet är högsta punkten. Vattendraget som avvattnar avrinningsområdet har biflödesordning 2, vilket innebär att vattnet flödar genom totalt 2 vattendrag innan det når havet efter 19 kilometer. Avrinningsområdet består mestadels av skog (69 procent) och sankmarker (16 procent). Avrinningsområdet har 0,08 kvadratkilometer vattenytor vilket ger det en sjöprocent på 4 procent.